# Марба, Дженни
Дженни Марба, урождённая Абрамсон, также Дженни Боре-Марба и Дженни Борре (18 мая 1869, Вильна, Российская империя — 1 ноября 1942, Терезиенштадт, Третий рейх) — немецкая актриса театра и кино.

## Биография
Дженни Марба была сестрой Гиллеля Германа Абрамсона, вошедшего в литературу как семейный врач борца сопротивления Вальтера Каро. Как театральная актриса она считалась очень востребованной, как подтвердили после 1945 года её коллеги Эльза Вагнер и Ида Вюст. Она выступала по всей Европе, включая роли в пьесах Генрика Ибсена, в том числе в роли Риты Аллмерс в «Кляйн Эйольф» в Мюнхене и Амстердаме в 1895 году, в роли Юлианы Тесманн в «Гедде Габлер» в Гамбурге в 1913 году и в роли миссис Берник в Берлине в 1919 году в «Столпах общества».
Её основным местом работы был Берлин Там у неё были выступления на таких известных сценах, как Люстшпильхаус, Театр на Шиффбауэрдамме и Фольксбюне, до 1930-х годов. Дженни Марба была членом Кооператива немецких театральных деятелей и 2 апреля 1910 года вместе с Хелен Ричерс основала женский комитет этой профессиональной ассоциации. Сохранился циркуляр от мая 1911 года, адресованный избранным коллегам, с просьбой оказать поддержку создаваемому детскому дому.
С 1916 года она снялась более чем в тридцати немых фильмах, например, в 1922 году вместе с Полой Негри и под руководством Эрнста Любича в фильме «Пламя». В 1931 году имеются сведения об её участии в постановке Карла Крауса оперетты Жака Оффенбаха для берлинской «Функ-Хунде»; она озвучила королеву Клементину в «Синей бороде».
Она была замужем за актёром Альбертом Боре.
Стала жертвой Холокоста. 17 августа 1942 депортирована из дома престарелых на Герлахштрассе 18-21 в Берлине в гетто Терезиенштадт на транспортном поезде I/46 Da 502. Согласно официально подтверждённому отчёту о смерти, она умерла там 1 ноября 1942 года от сердечной недостаточности.